# Кравчик, Ришар
Ришар Кравчик (фр. Richard Krawczyk; род. 24 мая 1947, Экс-Нулет, Па-де-Кале) — французский футболист, выступавший на позиции полузащитника.
Родился на севере Франции, в Экс-Нулете, недалеко от города Ланс в семье польских иммигрантов. Начинал играть за команду шахтёрского городка Бюлли-ле-Мин, где был замечен селекционерами клуба «Ланс».
С сезона 1963/64 стал играть за главную команду «Ланса». 8 октября 1963 года, в возрасте 16 лет, 3 месяцев и 15 дней, забил мяч в ворота «Анже», став самым молодым игроком, забивавшим в высшем французском дивизионе, что по-прежнему является рекордом. После пяти проведённых сезонов в 1968 году покинул команду после её вылета из высшей лиги, продолжив играть в Дивизионе 1, в течение двух сезонов за «Мец» и шести — за «Реймс», после чего вернулся в «Ланс».
В составе «Ланса» и «Меца» занимал 3-е место в чемпионате Франции (соответственно, в сезонах 1963/64, 1968/69), 2-е место в составе «Ланса» (1976/77), в 1965 году выиграл с «Лансом» Кубок Шарля Драго (турнир для клубов, вылетевших из Кубка Франции до стадии 1/4 финала). В составе «Реймса» дважды доходил до полуфинала Кубка Франции: в 1972 и 1974 годах. На международном клубном уровне играл в Кубке Интертото и Кубке УЕФА за «Ланс», а также Кубке ярмарок за «Мец».
По ходу сезона 1978/79 во втором дивизионе перешёл в команду «Нё-ле-Мин» из одноимённого города, которую тренировал Жерар Улье, где и завершил карьеру игрока.
Всего в высшем дивизионе (1963/64 — 1977/78) провёл более 400 матчей. Сыграл 1 матч за сборную Франции — 23 декабря 1967 года против Люксембурга в отборе на Евро 1968.
В 2022 году журнал So Foot включил Кравчика в число 1000 лучших игроков чемпионата Франции, поставив его на 476-е место.
После окончания карьеры игрока работал в кафе, названном в честь своего прозвища Le Zébulon, недалеко от стадиона «Ланса».
Брат Даниэль (род. 1961) — также футболист, в 1980-х годах играл за «Ланс» и «Мец» в Дивизионе 1.